# Gustaf Christby
Gustaf Christby, född 11 november 1884 i Karlskrona, död 14 januari 1972 i Sankt Görans församling, Stockholm
, var en svensk konsthantverkare och grafiker.
Han var son till vaktkonstapeln Peter Karlsson och Mathilda Magnusson och från 1915 gift med Gertrud Kristina Kindborg. Christby studerade vid Tekniska skolan och Althins målarskola i Stockholm samt i Paris 1907-1908 och under studieresor till Sydafrika, Norge och Tyskland. Hans konst består av landskapsmålningar i olja samt dekorativa små figurskulpturer.